# Diaspora aromână
Diaspora aromână (în aromână Diaspora armãneascã) cuprinde populația de etnie aromână care trăiește în afara regiunii sale tradiționale din Balcani. Aromânii sunt un mic grup etnic balcanic răspândit actualmente pe teritoriile Albaniei, Bulgariei, Greciei, Macedoniei de Nord, României și Serbiei. Mai demult, ei au trăit și în alte țări, ca Bosnia și Herțegovina și Croația, dar au fost asimilați în timp.
O mare parte a diasporei aromâne este originară din satul Moscopole. Anterior, Moscopole era un oraș important și unul dintre cele mai mari din Balcani, rivalizând doar cu Istanbul în cadrul părții europene a Imperiului Otoman. Cu toate acestea, el a fost distrus în anul 1788 de bandele lui Ali Pașa din Ioannina. Mulți aromâni au fost uciși sau înrobiți atunci; o mare parte a celor rămași au părăsit orașul Moscopole și s-au refugiat în alte părți ale Peninsulei Balcanice, unde au întemeiat așezări noi precum Crușova (Crushuva), în timp ce alții au plecat cu totul din Balcani și s-au stabilit la Budapesta (Ungaria), Viena (Austria) sau pe teritoriul statului actual Italia.
Ca urmare a acestor migrații, Budapesta și Viena au devenit centre importante de adunare ale diasporei aromâne în secolul al XIX-lea. Etnicii aromâni de acolo au început să publice scrieri în limba lor maternă și au promovat limba și cultura aromână. Diaspora aromână din aceste orașe se remarcă prin faptul că a fost una dintre primele populații aromâne care a început să-și dezvolte o identitate strict aromână. Printre personalitățile aromâne importante care au trăit în această epocă în Austria și Ungaria se numără Mihail G. Boiagi, Gheorghe Constantin Roja și Constantin Ucuta. Diaspora aromână de aici a intrat, de asemenea, în contact cu mișcarea națională românească, vorbitoare a unei limbi romanice, din Transilvania (care era în acea vreme o parte componentă a Austriei și ulterior a Austro-Ungariei), care poate să o fi impulsionat în acțiunile ei.
În plus, anterior, în ciuda faptului că era un centru cultural în mare parte aromân, Moscopole a fost, de asemenea, un loc în care se vorbea limba greacă și care a fost influențat de cultura greacă, iar populația sa a contribuit în mod activ la lupta greacă pentru independență. Din această cauză, mulți indivizi considerați de obicei ca membri ai diasporei grecești⁠(d) din Austria și Ungaria erau de fapt etnici aromâni elenizați⁠(d). În plus, unii aromâni refugiați în aceste locuri s-au opus influenței grecești asupra aromânilor, cum a fost cazul lui Roja care i-a acuzat pe „noii greci” că „au îndrăznit să-mi despartă poporul de cei aflați de cealaltă parte a Dunării”. De asemenea, el i-a considerat pe români ca „proprii noștri frați”.
Astăzi, diaspora aromână se angajează în acțiuni importante pentru păstrarea culturii acestei comunități. Spre deosebire de aromânii din Ungaria, care sunt de mult asimilați, unii aromâni din Australia, Canada, Franța, Germania și Statele Unite ale Americii au înființat organizații culturale aromâne cu scopul de a promova limba, identitatea și cultura aromânilor. Cele mai cunoscute astfel de organizații sunt Asociația Trã Armãnami a Aromânilor din Franța (Franța), Uniunea pentru Limba și Cultura Aromână (Germania) și Societatea Farsharotu (Statele Unite ale Americii).